# Von Karche bis Rhein
Az Karkheh ta Rhein (persisch از کرخه تا راین) ist ein iranischer Film aus dem Jahr 1993, der von Ebrahim Hatamikia mit Ali Dehkordi und Homa Rousta geschrieben und inszeniert wurde.

## Handlung
Saeed Razi, ein Veteran des Ersten Golfkriegs, der zur Augenbehandlung nach Deutschland geht, trifft seine Schwester Leila, die seit einigen Jahren mit ihrem deutschen Mann in Köln lebt. Saeed erlangt sein Augenlicht zurück und jetzt hat er eine neue und fremde Umgebung vor sich und eine Schwester, die Saeed als Fenster zu den fernen und lieben Erinnerungen der Vergangenheit betrachtet. Saeed bereitet sich auf seine Rückkehr in den Iran vor, und die Ergebnisse seiner letzten medizinischen Untersuchungen ruinieren alles.

## Rezeption
Der Film wurde beim 11. Internationales Fajr-Filmfestival in 9 Kategorien nominiert und gewann den Crystal Simorgh in zwei Kategorien: Bester Film und Bestes Make-up.